# Obsesja (film 2009)
Obsesja – amerykański thriller z 2009 roku, wyreżyserowany przez Steve'a Shilla i napisany przez Davida Loughery'ego. W role główne wcielili się: Idris Elba, Beyoncé Knowles oraz Ali Larter. 24 kwietnia film miał premierę w Ameryce Północnej, natomiast 29 maja w Wielkiej Brytanii.
Obsesja porusza temat napastowania seksualnego w miejscu pracy, którego ofiarami mogą być również mężczyźni.
4 sierpnia 2009 roku film został wydany na DVD i Blu-ray. Poza tym dostępny jest również poprzez iTunes.
Mimo negatywnych recenzji film Obsesja zadebiutował na 1. miejscu amerykańskiego box office'u, a dochód ze sprzedaży biletów wyniósł w sumie 71 881 032 dolarów.

## Fabuła
Derek Charles (Idris Elba) jest wicedyrektorem Gage Bendix, który dopiero co awansował na nowe stanowisko. Wraz z żoną Sharon (Beyoncé Knowles) ma syna, Kyle'a (Nathan i Nicolas Myers). Jego tymczasową sekretarką zostaje Lisa Sheridan (Ali Larter), która z czasem zaczyna coraz bardziej wyprowadzać Dereka z równowagi. Kobieta stara się go uwieść, jednak Derek odrzuca jej starania. Dlatego Lisa popada w obsesję na jego punkcie, przez co zaczyna manipulować związkiem Sharon i Dereka, uciekając się nawet do przemocy.
Lisa udaje, że próbowała podjąć próbę samobójczą w pokoju hotelowym Dereka, podczas gdy mężczyzna był w biznesowej podróży. Sytuacja nie pozostawia wyboru Derekowi, który zabiera ją do szpitala. Sharon bezskutecznie stara się dodzwonić do męża, a po kilku nieudanych próbach znajduje go w szpitalu i sądzi, że ten spał z Lisą. Derek i Sharon pozostają w separacji od trzech miesięcy, jednak mężczyzna może widywać się swobodnie ze swoim synem. Mimo jego wizyt w domu Sharon nie chce nawiązywać żadnych personalnych kontaktów z mężem. Detektyw Monica Reese (Christine Lahti) odkrywa, że Lisa kłamie na temat rzekomego związku z Derekiem. Reese, początkowo sceptyczna wobec teorii Dereka, odwiedza go i mówi, że wierzy w jego słowa.
Pewnego wieczora Sharon i Derek wychodzą na wspólne spotkanie, podczas gdy Kyle zostaje z opiekunką Samanthą (Scout Taylor-Compton). Wtedy do ich domu udaje się Lisa, która mówi, że jest przyjaciółką Sharon i wykorzystując sytuację, porywa Kyle'a. Gdy Derek i Sharon wracają zauważają, że Kyle zniknął. Derek udaje się do samochodu, gdzie znajduje dziecko. Detektyw Reese spotyka się z parą i słyszy od Sharon aby zrobiła coś z Lisą albo ona sama się nią zajmie.
W domu Derek i Sharon odkrywają, że Lisa przeczesała ich sypialnię i usunęła twarz Sharon ze wszystkich rodzinnych zdjęć. Następnego ranka Sharon zostawia ostrzegawczą wiadomość na telefonie Lisy. Lisa obserwuje dom Sharon i Dereka, gdy wspólnie włączają alarm. Kolejnego dnia Lisa odkrywa, że para wybiera się do matki Sharon; kiedy Sharon jest w drodze, aby odebrać Kyle'a odbiera telefon od Dereka, który pyta, czy ustawiła alarm. Kobieta zdaje sobie sprawę, że o tym zapomniała i wraca do domu. Na miejscu, podczas włączania urządzenia, Sharon słyszy, jak ktoś otwiera butelkę szampana. W sypialni znajduje Lisę, która leży w łóżku pary. Sharon ostrzega Lisę, że ma zamiar zadzwonić na policję, jednak ta ją powstrzymuje. Derek dzwoni do domu, a telefon odbiera Lisa; Sharon chce jednocześnie odebrać jej słuchawkę. Zaniepokojony Derek dzwoni do detektyw Reese i opuszcza swoje biuro.
Między kobietami dochodzi do bójki. Lisa ucieka i udaje się na poddasze, jednak zostaje powstrzymana przez Sharon. Lisa jest bliska upadku na dół, przed czym chce ją uchronić Sharon; podaje jej dłoń, jednak Lisa wykorzystuje to i próbuje pociągnąć ją za sobą, w ostatniej chwili Sharon udaje się uwolnić. Lisa upada na szklany stół, po czym próbuje wstać, jednak z sufitu opada żyrandol, który ją zabija. Chwilę po tym do domu przybywa Derek z Reese.

## Obsada
| Aktor                  | Rola                  | Informacje                                       |
| ---------------------- | --------------------- | ------------------------------------------------ |
| Idris Elba             | Derek Charles         | Rola główna                                      |
| Beyoncé Knowles        | Sharon Charles        | Rola główna                                      |
| Ali Larter             | Lisa Sheridan         | Rola główna                                      |
| Jerry O’Connell        | Ben                   | Rola drugoplanowa                                |
| Christine Lahti        | Detektyw Monica Reese | Rola drugoplanowa                                |
| Scout Taylor-Compton   | Samantha              | Rola drugoplanowa                                |
| Bruce McGill           | Joe Gage              | Rola drugoplanowa                                |
| Matthew Humphreys      | Patrick               | Rola drugoplanowa                                |
| Richard Ruccolo        | Hank                  | Mała rola                                        |
| Ron Roggé              | Roger                 | Mała rola                                        |
| Nathan i Nicolas Myers | Kyle Charles          | Małe role / Bohater grany przez braci bliźniaków |

## Przyjęcie

### Recenzje
Film spotkał się z negatywnymi opiniami od krytyków; według Rotten Tomatoes zaledwie 19% z 52 recenzji było pozytywnych. Joe Neumaier z New York Daily News napisał: "Niestety cały film wydaje się być skonstruowany tylko po to, aby ukazać aktorkę/wokalistkę w walce, sprowadzając jedną z najseksowniejszych artystek show businessu do roli wojowniczej żony. Jednak nawet to nie pomogło." Peter Travers z Rolling Stone przyznał Obsesji 0 gwiazdek, uzasadniając to tym, że "wszystko, co musisz wiedzieć zawarto w trailerze". Beyoncé i Ali Larter były nominowane do Złotych Malin za udział w filmie.

### Box office
Mimo złych recenzji film pierwszego dnia wyświetlania zarobił 11.209.297 dolarów. Po premierowym weekendzie obraz uplasował się na 1. miejscu amerykańskiego box office'u z dochodem 28.612.730 dolarów. W sumie dochód Obsesji w Stanach Zjednoczonych wyniósł 68.470.495 dolarów, natomiast za granicą 3.619.388 dolarów.